# Епархия Розо
Епархия Розо (лат. Dioecesis Rosensis) — епархия Римско-Католической церкви с центром в городе Розо, Доминика. Епархия Розо входит в митрополию Кастри и распространяет свою юрисдикцию на всю территорию Доминики. Кафедральным собором епархии Розо является церковь Пресвятой Девы Марии.

## История
30 апреля 1850 года Святой Престол учредил епархию Розо, выделив её из апостольского викариата Тринидада, который в этот же день был преобразован в архиепархию Порт-оф-Спейна.
16 января 1972 года епархия Розо передала часть своей территории епархии Сент-Джонса (сегодня — Епархия Сент-Джонса – Басерта).
18 ноября 1974 года епархия Розо вошла в митрополию Кастри.
Епархия Розо входит в Конференцию католических епископов Антильских островов.

## Ординарии епархии
- епископ Michael Monaghan (30.04.1850 — 16.07.1855);
- епископ Michel-Désiré Vesque (19.08.1856 — 10.07.1858);
- епископ René-Marie-Charles Poirier C.I.M.[1] (12.11.1858 — 23.04.1878);
- епископ Michael Naughten (2.09.1879 — 4.07.1900);
- епископ Philip Schelfhaut C.SS.R. (25.05.1902 — 22.05.1921);
- епископ Giacomo Moris C.SS.R. (4.03.1922 — 4.06.1957);
- епископ Arnold Boghaert C.SS.R. (4.06.1957 — 29.11.1993);
- епископ Edward Joseph Gilbert C.SS.R. (1.07.1994 — 21.03.2001) — назначен архиепископом Порт-оф-Спейна;
- епископ Gabriel Malzaire (10.07.2002 — по настоящее время).

## Источник
- Annuario Pontificio, Libreria Editrice Vaticana, Città del Vaticano, 2003, ISBN 88-209-7422-3